# New Musical Express
New Musical Express (скороченно NME) — британський музичний журнал.

## Історія
New Musical Express (NME) видається з перервами з 7 березня 1952 року. 14 листопада NME став першим у Великій Британії музичним виданням, яке опублікувало хіт-парад синглів — UK Singles Chart.
9 березня 2018 року журнал NME випустив останній друкований номер, зосереджившись на розвитку свого сайту — NME.com.
20 липня 2023 року NME оголосило, що перезапускає журнал. Перший друкований номер після перерви у п'ять років — це спарений номер за Липень/Серпень 2023 року. Видається спарено раз на два місяці.